# Текіє дервішів (Євпаторія)
Текіє́ де́рвішів (крим. tekiye) в Євпаторії — єдина в Криму ханака (текіє, «обитель дервішів») XV—XVI ст. Історична пам'ятка складається з трьох будівель: власне ханака (текіє), мечеті Шукурла-Ефенді і медресе. Комплекс пам'яток національного значення (обліковий номер 010045).

## Історія

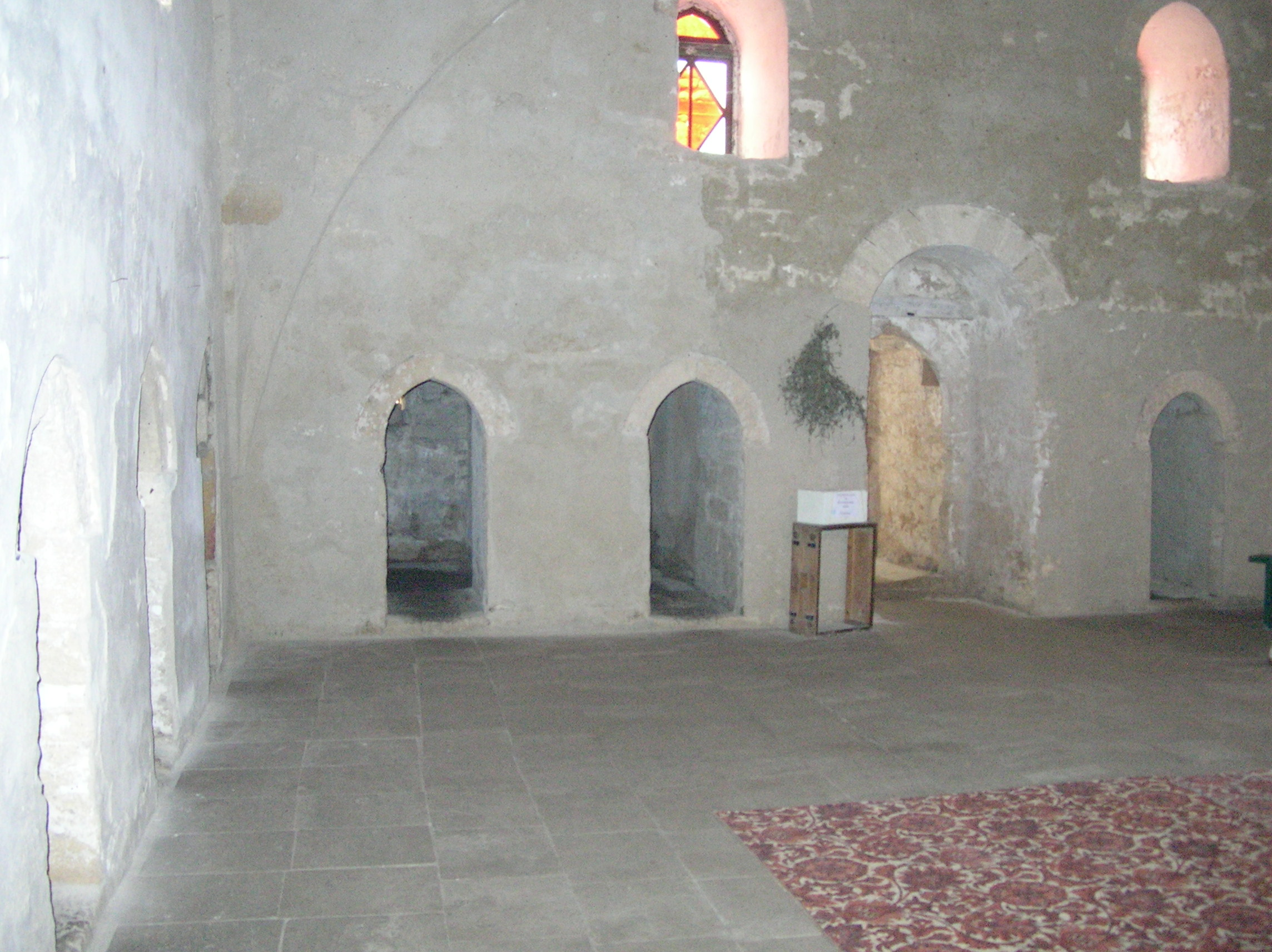
Внутрішня зала текіє

Точних даних про час будівництва ансамблю текіє дервішів, як і про автора проекту немає. Існує думка, що монастир був перебудований зі старішої вірменської церкви (церкви Сурб-Нікогайос).
Самі ж дервіші не були ченцями у християнському розумінні цього слова. Вони сповідували особливу течію мусульманства — суфізм. Визнаючи реальним лише існування Бога (Аллаха), а навколишні речі та явища — його еманацією, послідовники суфізму оголошують вищою метою життя містичне з'єднання душі людини з Богом, тим самим суфізм має схожість зі світоглядом дгармічних релігій. Наприкінці XVIII століття в Криму діяло 22 текіє.
Проіснувавши 300 років, під час гонінь на релігію в 1930-і роки текіє було закрито і до останнього часу використовувалося як складське приміщення Чорноморського флоту. Під час Жовтневої революції був вбитий імам мечеті, пізніше — зруйноване кладовище дервішів. Будівлі ханаки і медресе в цілому збереглися, в той час як мечеть була наполовину зруйнована. В останні роки в будівлі текіє був проведений невеликий ремонт, але повноцінна реставрація досі не проведена. Влада Криму запровадила буферну зону пам'ятки, яка складає вулиці Поворотну, Хлібну, Металістів та Матвєєва.
Під час проведення археологічних розкопок на території ханаки була знайдена, зокрема, могила мусульманського святого Отеш-деде. Іноді у комплексі проводяться театралізовані виступи та танці акторів-дервішів.

## Архітектурний ансамбль

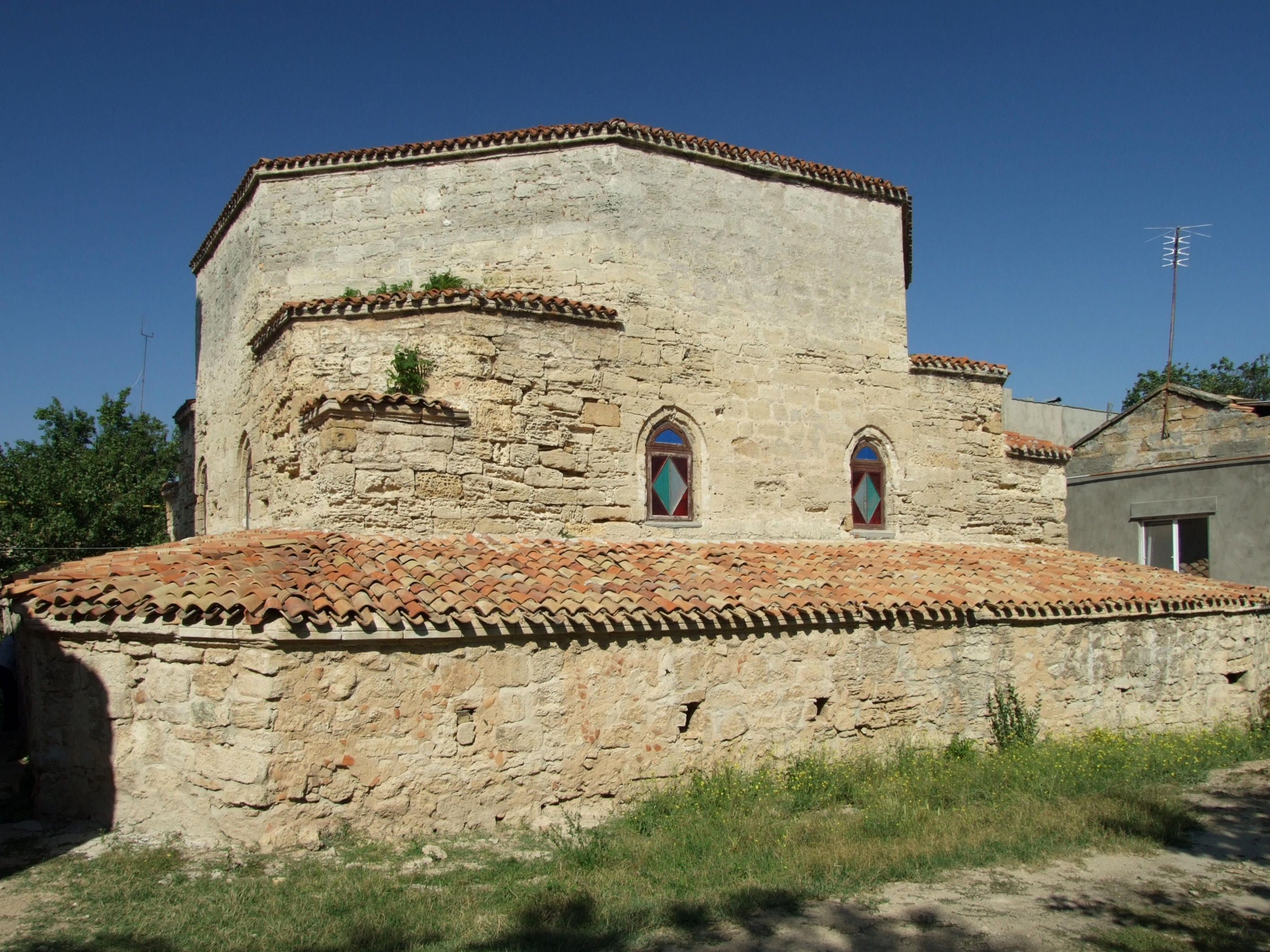
Текіє дервішів

### Ханака
Власне текіє (ханака) являє собою центрально-купольну споруду, в плані квадрат, навколо якого розташовувалися численні кімнати-келії. Квадратне приміщення шляхом зрізу кутів переходить у восьмигранник, він завершується куполом з шатровим дахом (елемент османської архітектури, перейнятий турками у візантійців). Головний вхід до ханаки знаходився на західній стороні будівлі
Ханака відрізняється простотою своїх монументальних форм, відсутністю прикрас на фасадах і всередині. У плані наближається до квадрата. Верхня частина, завдяки зрізу кутів, переходить в восьмигранник, який вінчає потужний купол діаметром 9,5 м. Висота споруди — близько 20 метрів. Товсті стіни штукатурені. Характерний міхраб у цій будові відсутній.
Усередині обителі по периметру розташовувалися одноповерхові склепінні келії дервішів. Приміщення темні і тісні з щілиноподібним вікном, підлога земляна. Довжина келій лише три метри, тоді ж як ширина і висота — 2. Стрілчастий дверний проріз кожної келії виходить у зал. Одна келія має окремий вихід назовні, можливо, це келія шейха громади. Усього ж їх налічувалося 19.
Будівля перекрита цілісним куполом з черепичним дахом. Окрім місця проживання дервішів ханака також слугувала будинком для прочан.

### МечетьШукурла-Ефенді

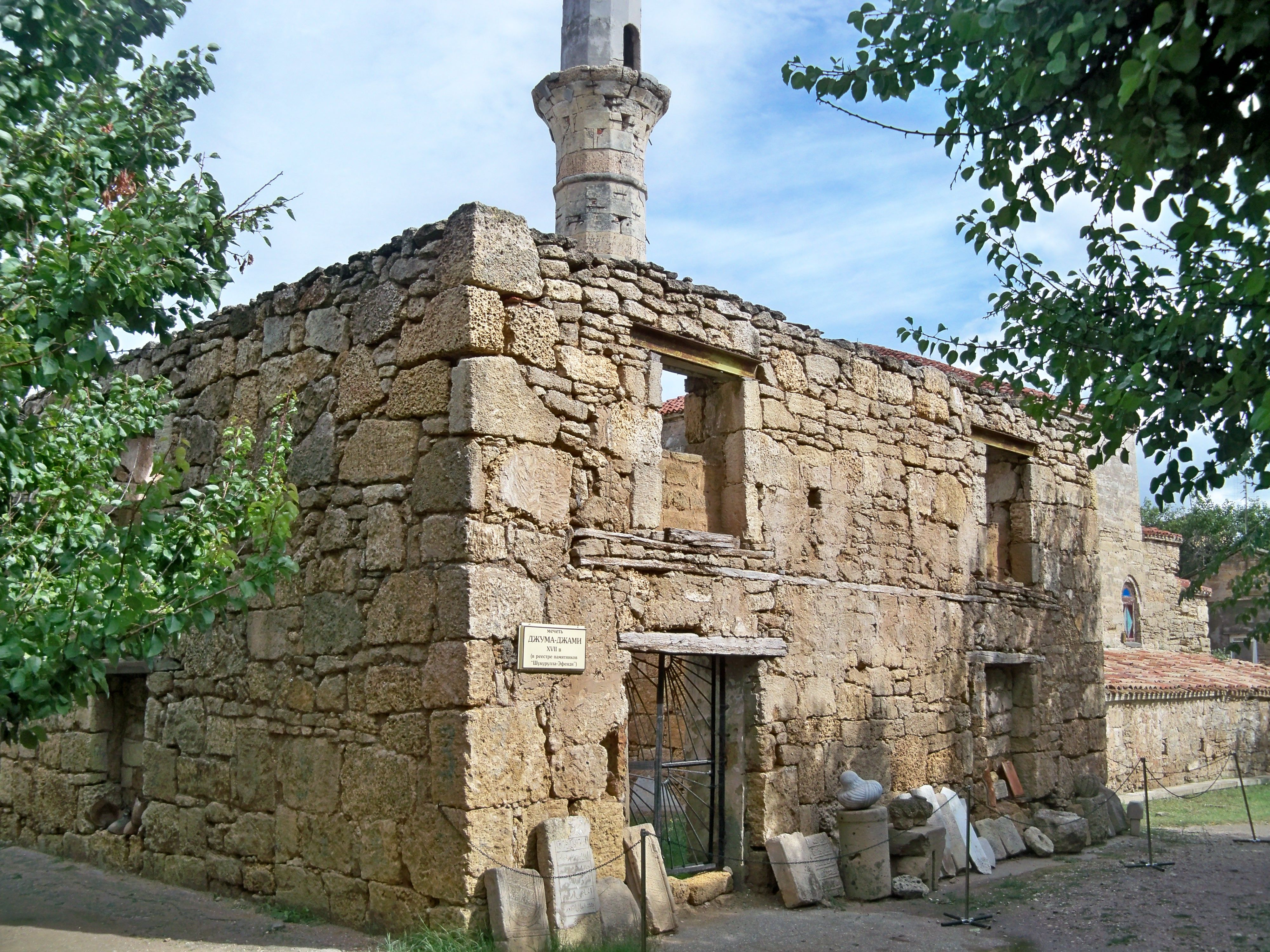
Мечеть Шукурла-Ефенді

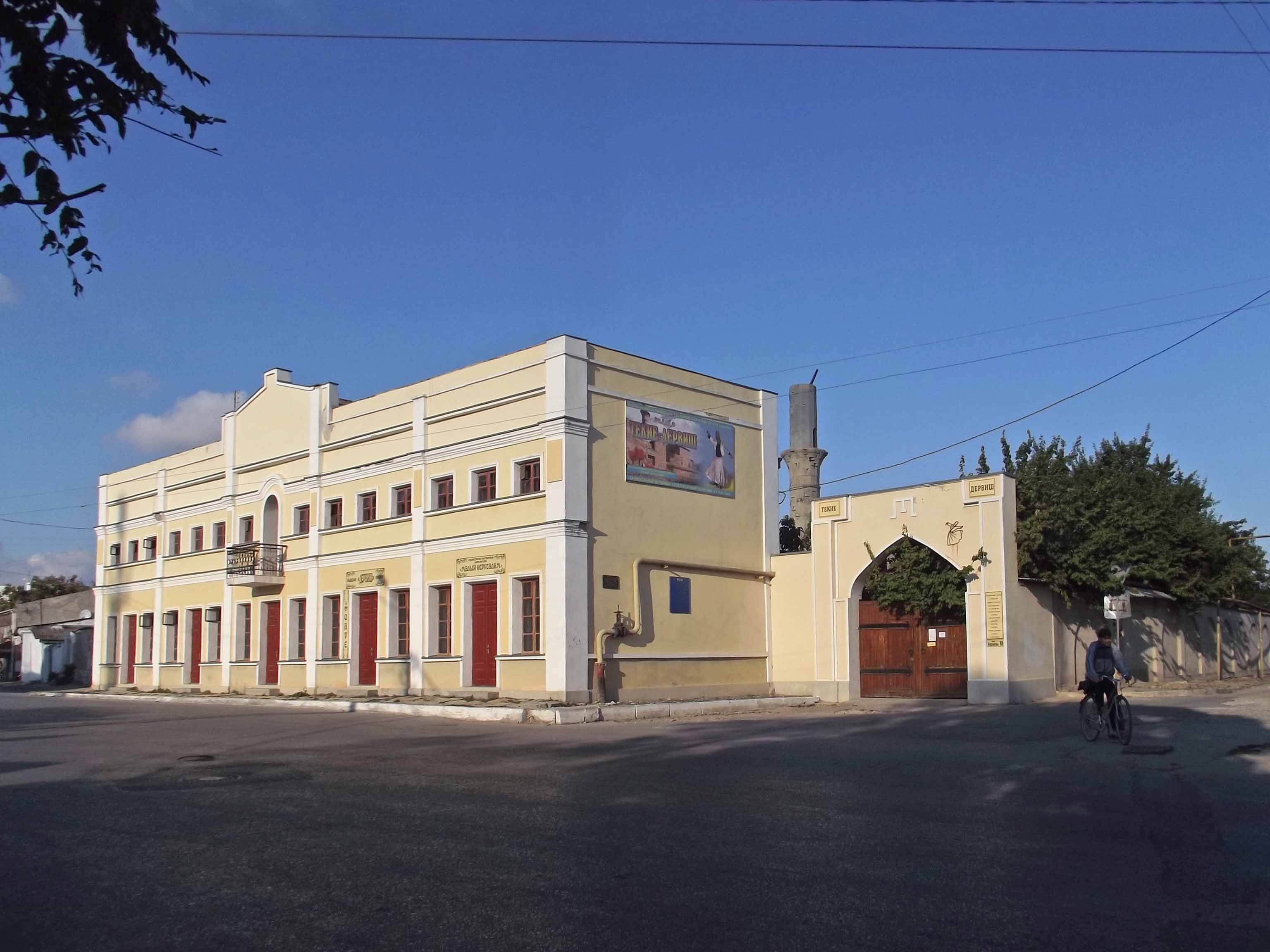
Будівля медресе

Із заходу до текіє значно пізніше (кінець XVIII століття) була прибудована невелика мечеть Шукурала-Ефенді, про яку зараз нагадують стіни і пошкоджений мінарет, розміщений біля східної стіни. ЇЇ автор і деталі проекту також не встановлені. Можливо, спочатку був збудований мінарет, потім — мечеть, на місці якої й була зведена сучасна будівля.
Сучасна табличка на стіні мечеті стверджує, що її назва — Джума-Джамі.
Будівля зального типу, прямокутна в плані, зі скромними інтер'єрами. Мінарет використовувався як караульна вишка. Мечеть потребує реставрації.

### Колишня кав'ярня
Поряд з мечеттю розташована будівля медресе, в якому після проведення реставраційних робіт розміщено музей кримськотатарської культури. У другій половині XIX століття зводиться кав'ярня, що виходить нині на вулицю Караєва.
Це двоповерхова будівля, з воротами, над якими зображений герб Кримського ханства. Музей відкритий у березні 2006 року, зараз діють майстерні золотого шиття і каліграфії. У першій залі відтворена житлова кімната кримських татар середини XIX століття, Другий зал присвячений проживанню татар в Євпаторії.